# Quinzhee

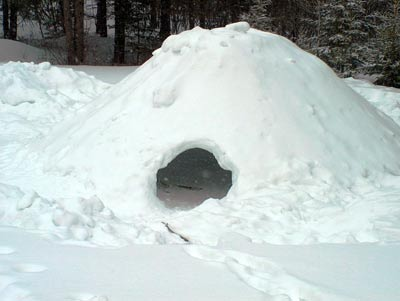
Quinzhee.

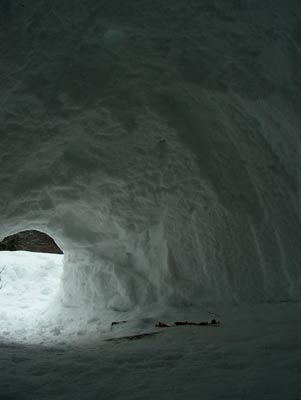
Quinzhee.

Ein Quinzhee (auch quinzee, quinzy) ist ein Schneeunterschlupf. 
Ein Quinzhee unterscheidet sich vom Iglu v. a. durch seine Bauweise: Zuerst wird ein etwa drei Meter hoher Schneehügel errichtet, anschließend verdichtet und schließlich ausgehöhlt.
Iglus werden im Gegensatz dazu aus einzelnen Schneeblöcken aufgebaut.
Vor der Übernachtung sollten an den Wänden kleine Luftlöcher hineingebohrt werden, weil die Wände von innen vereisen und somit die Gefahr des Erstickungstodes droht.